# Gudy (obwód grodzieński)
Gudy (biał. Гуды, Hudy; ros. Гуды, Gudy) – agromiasteczko na Białorusi, w obwodzie grodzieńskim, w rejonie lidzkim, w sielsowiecie Krupa, przy drodze magistralnej M11.
W pobliżu znajduje się stacja kolejowa Gudy, położona na linii Lida – Bieniakonie. W Gudach od 1993 znajduje się kaplica rzymskokatolicka pw. Niepokalanego Serca NMP, należąca do parafii w Żyrmunach.

## Historia
W XIX i w początkach XX w. okolica szlachecka i chutor położone w Rosji, w guberni wileńskiej, w powiecie lidzkim.
W dwudziestoleciu międzywojennym leżały w Polsce, w województwie nowogródzkim, w powiecie lidzkim, w gminie Żyrmuny. Nazwę tę nosiło wówczas pięć położonych w pobliżu siebie miejscowości. Demografia w 1921 przedstawiał się następująco:
- kolonia Gudy – 16 mieszkańców, zamieszkałych w 4 budynkach
- okolica Gudy – 34 mieszkańców, zamieszkałych w 6 budynkach
- stacja kolejowa Gudy – 11 mieszkańców, zamieszkałych w 2 budynkach
- folwark Gudy I – 19 mieszkańców, zamieszkałych w 3 budynkach
- folwark Gudy II – 8 mieszkańców, zamieszkałych w 1 budynku

Mieszkańcami wszystkich pięciu miejscowości byli wyłącznie Polacy wyznania rzymskokatolickiego.
Po II wojnie światowej w granicach Związku Sowieckiego. Od 1991 w niepodległej Białorusi.